# Attibele
Attibele là một thị trấn thuộc taluk Anekal, huyện Bangalore Urban, bang Karnataka, Ấn Độ.